# دونالد دیویدسن
دونالد هربرت دیویدسون (به انگلیسی: Donald Davidson) (زاده ۶ مارس ۱۹۱۷-درگذشته ۳۰ اوت ۲۰۰۳) فیلسوف آمریکایی معاصر در سنت تحلیلی بود.

## زندگی
در ششمِ مارسِ سال ۱۹۱۷، در شهرِ اسپرینگفیلد واقع در ماساچوستِ ایالاتِ متحده آمریکا متولد شد؛ و ۳۰ اوتِ ۲۰۰۳ در برکلیِ کالیفرنیا درگذشت. وی دوره کارشناسیِ خود را در دانشگاهِ هاروارد به اتمام رسانید و در سال ۱۹۳۹ فارغِ التحصیل شد. گرایش‌هایِ اولیهٔ او در زمینهٔ ادبیات و مطالعاتِ تاریخِ باستان بود، و همچنین به عنوانِ یک دانشجویِ دوره کارشناسی، متأثر از وایتهد. مطالعاتِ دیویدسِن پس از آغازِ دورهٔ کارشناسیِ ارشد در فلسفهٔ کلاسیک، به خاطرِ پیوستنِ وی به نیرویِ دریاییِ ایالاتِ متحده در دریای مدیترانه از ۴۵ – ۱۹۴۲ دچارِ وقفه شد. او کار بر روی فلسفهٔ کلاسیک را پس از جنگ ادامه داد و با یک پایان‌نامه در موردِ افلاطون از دانشگاهِ هاروارد در سال ۱۹۴۹ فارغ‌التحصیل شد. سویهٔ فکریِ دیویدسِن تحتِ نفوذِ کواین قرار داشت.
اولین منصبِ رسمیِ دیویدسِن در کالجِ کوئینِ نیویورک بود، وی بیشترِ زندگیِ حرفه ایِ آغازینِ خود را (۱۹۵۱–۱۹۶۷) در دانشگاهِ استنفورد گذرانید. او پس از آن، منصب‌هایی را در پرینستون (۱۹۶۷–۱۹۷۰)، راکفلر (۱۹۷۰–۱۹۷۶)، و دانشگاهِ شیکاگو (۱۹۷۶–۱۹۸۱) به دست گرفت و از سال ۱۹۸۱ تا زمانِ مرگش نیز در دانشگاهِ کالیفرنیا در برکلی مشغول به تدریس بود. دیویدسِن دو بار ازدواج کرد که ازدواجِ دومش، در سال ۱۹۸۴، با مارسیا کاول بود. او یکی از فلاسفهٔ نیمهٔ دوم قرنِ بیستم بود. ایده‌های دیویدسِن که در مجموعه مقالاتش از سال ۱۹۶۰ به بعد ارائه شد، نفوذی گسترده را در طیفی از حوزه‌های مربوط به نظریهٔ معنایی از طریقِ معرفت‌شناسی و اخلاق داشته‌است.